# Арб
Арб (мальт. Il-Kunsill Lokali tal-Għarb, англ. Għarb) — село, расположенное на северо-западе острова Гоцо (Мальта). Свою историю Арб начинает в роли хутора столетия назад. В центре села можно увидеть древний корень.  Арб был основан в 1679 г. Здания периода 1699—1729 гг. отличаются элегантным фасадом, которые можно сравнить с церковью Св. Агнессы Франческо Борромини в Риме. Сельская площадь стала визитной карточкой, поскольку стала помещаться на многих открытках. На площади расположен музей народного творчества, где собраны все его виды, существующие на острове. Деби — ремесленнический центр Гоцо. Недалеко от Арба находится санктуарий Девы Марии Та-Пину, национальная мальтийская святыня с иконой Богородицы, которая считается чудотворной.

## Районы Арба
- Birbuba
- Ħodba
- Il-Wileġ
- San Katald
- Ta' Lamuta
- Ta' Pinu
- Ta' Santu
- Tal-Fgura
- Taż-Żejt
- Wara l-Bjut
- Wied tal-Knisja

## Основные дороги города Арба
- Pjazza taż-Żjara tal-Madonna (Visitation of Our Lady Square)
- Triq Birbuba (Birbuba Road)
- Triq Franġisk Portelli (Frances Portelli Road)
- Triq Frenċ ta' l-Għarb (Frenc of Gharb Street)
- Triq il-Knisja (Church Street)
- Triq il-Madonna tal-Virtut (Our Lady of Virtus Street)
- Triq Ta' Sdieri (Ta' Sdieri Road)